# Феофил (Библия)
Фео́фил (греч. Θεόφιλος, лат. Theophilus, значение имени на греческом языке: «Любящий Бога» или «Боголюб») — имя человека, которому адресованы Евангелие от Луки и Деяния святых апостолов (Лк. 1:3, Деян. 1:1). Вероятно, Феофил был язычником и обращён в христианство апостолом Павлом.
Кроме упоминания этого человека в Евангелии от Луки и в книге «Деяния святых апостолов» (также написанных евангелистом Лукой), больше это имя не встречается в Новом Завете.